# Mitchell Shire
Koordinaten: 37° 12′ S, 145° 4′ O

Mitchell Shire ist ein lokales Verwaltungsgebiet (LGA) im australischen Bundesstaat Victoria. Das Gebiet ist 2862,1 km² groß und hat etwa 41.000 Einwohner.
Mitchell liegt im Zentrum Victorias und grenzt im Süden an die Hauptstadt Melbourne. Das Gebiet schließt folgende Ortschaften ein: Heathcote Junction, Tooborac, Puckapunyal, Seymour, Tallarook, Broadford, Kilmore, Clonbinane, Pyalong, Wandong, Wallan und Beveridge. Der Sitz des City Councils befindet sich in Broadford im Zentrum der LGA, das 3800 Einwohner hat.
Das Shire liegt am Hume Highway, der Hauptverbindung zwischen den Metropolen Melbourne und Sydney. Es profitiert davon und von der Hauptstadtnähe und ist eines der am schnellsten wachsenden ländlichen Gebiete in Victoria.
Kilmore, das etwa 60 km nördlich des Stadtzentrums von Melbourne liegt, soll die älteste Inlandssiedlung Victorias sein: Es wurde um 1837 gegründet und vorwiegend von irischen Einwanderern besiedelt und verfügt über zahlreiche historische Gebäude aus dem 19. Jahrhundert.
In Puckapunyal bei Seymour befindet sich außerdem eine große Militärbasis der australischen Landstreitkräfte.

## Verwaltung
Der Mitchell Shire Council hat neun Mitglieder, die von den Bewohnern der drei Wards (North, Central und South) gewählt werden. Jeder dieser Bezirke stellt drei der Ratsmitglieder. Aus dem Kreis der Councillor rekrutiert sich auch der Mayor (Bürgermeister) des Councils.